# Općina Novo Selo
Općina Novo Selo (makedonski: Општина Ново Село) je jedna od 80 općina Sjeverne Makedonije koja se prostire na jugoistoku Sjeverne Makedonije. 
Upravno sjedište ove općine je selo Novo Selo, s 2 756 stanovnika.

## Zemljopisne osobine
Općina Novo Selo prostire se najvećim dijelom po istočnom dijelu Strumičke doline. Sjeverni planinski dio općine penje se po obroncima planine Ogražden a južni po planini Belasici. 
Općina Novo Selo graniči s Bugarskom na istoku i Grčkom na jugu, te s Općinom Berovo na sjeveru, s Općinom Strumica na jugozapadu, te s Općinom Bosilovo na zapadu.
Ukupna površina Općine Novo Selo je 424.82 km².

## Stanovništvo
Općina Novo Selo  ima   11 567 stanovnika. Po popisu stanovnika iz 2002. nacionalni sastav stanovnika u općini bio je sljedeći;

## Naselja u Općini Novo Selo
Ukupni broj naselja u općini je 16, od kojih su svih 16 sela.

## Pogledajte i ovo
- Planina Ogražden
- Sjeverna Makedonija
- Općine Sjeverne Makedonije

## Vanjske poveznice
- Službene stranice općine Novo Selo  Arhivirana inačica izvorne stranice od 30. rujna 2009. (Wayback Machine)
- Općina Novo Selo na stranicama Discover Macedonia